# Qurfays
Qurfays (tiếng Ả Rập: قرفيص, cũng đánh vần Qurfeis hoặc Korfeis) là một ngôi làng ở phía tây bắc Syria, một phần hành chính của quận Jableh ở thủ đô Latakia, nằm ở phía nam Latakia. Các địa phương lân cận bao gồm Arab al-Mulk ở phía tây, Jableh ở phía tây bắc, al-Aqibah và al-Qutailibiyah ở phía đông bắc, Sarabion và Dweir Baabda ở phía đông nam. Theo Cục Thống kê Trung ương Syria, Qurfays có dân số 5.566 người trong cuộc điều tra dân số năm 2004. Cư dân của nó chủ yếu là Alawites và là một trong những trung tâm của gia đình Douba lớn. Ali Douba, cựu Giám đốc Tình báo Quân sự lâu năm.
Thành phố Qurfays được thành lập vào năm 1979 để điều hành các vấn đề địa phương của làng cũng như al-Barazin, al-Zahra, Bishnana và Mahwarta gần đó. Có khoảng 7.000 người sống trong đô thị mà thị trưởng năm 2008 là Abdullah Ehsan.

## Lịch sử
Qurfays từng là ngôi làng pháo đài nhỏ dưới quyền của pháo đài Hiệp sĩ bệnh viện Margat vào thế kỷ 13 và được gọi là Corveis. Năm 1271 các Mamluk sultan Baybars I đánh bại Crusaders trong dãy núi ven biển của Syria và buộc phải sơ tán Hospitaller Qurfays, trong số những pháo đài khác. Tuy nhiên, trước khi họ rút lui, họ đã phá hủy Qurfays và Balda gần đó. Trong hiệp ước 1281 giữa Mamluk sultan Qalawun và vua Crusader Bohemond IV của Antioch, Qurfays là một trong số nhiều pháo đài chính thức được trao cho Mamluks.